# Єпіфаній Кіпрський
Святий Епіфаній Кіпрський або Саламінський (дав.-гр. Ἐπιφάνειος Κύπρου; 310–403) — палестинський святий, монах, єпископ міста Саламін на Кіпрі (нині передмістя Фамагусти), письменник, богослов-полеміст. Один з ранніх Отців Церкви, який прославився шаленими викриванням єресей, одним з головних джерел, яких він вважав вчення Орігена. Погляди його складалися під впливом аскетів Єгипту та Палестини, під час найгарячішої боротьби Церкви з аріанством, в якій і сам Епіфаній брав діяльну участь.

## Біографія
Святий Єпіфаній народився 310 року у місті Елевтерополь (Палестина). Згодом навчався в Александрії Єгипетській. Бажаючи глибоко дослідити Святе Письмо, він вивчив грецьку, юдейську, коптську, арамейську мови та латину, часто відвідував різних пустельників, а скоро і сам постригся в ченці. 333 року він був висвячений на священика, а незабаром збудував монастир.
Єпіфаній мужньо ставав на захист святої віри і засуджував єресі, які розбивали єдність Христової Церкви. 367 року його обрали єпископом міста Саламін на Кіпрі. 403 року Єпіфаній помер у віці 93 років.
Згідно з церковним переданням, воскресив мертвого сина язичника.

## Галерея

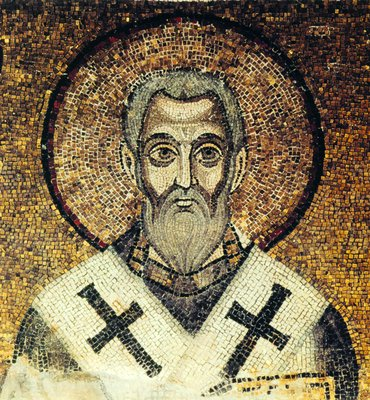
Святий Єпіфаній Кипрський. Фрагмент мозаїки собору Св. Софії в Києві. 40-і ггрр. XI ст.
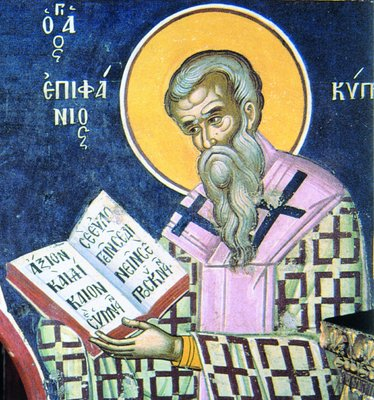
Св. Єпіфаній Кіпрський. Розпис кафолікону монастиря прп. Діонісія на Афоні. 1547 р.
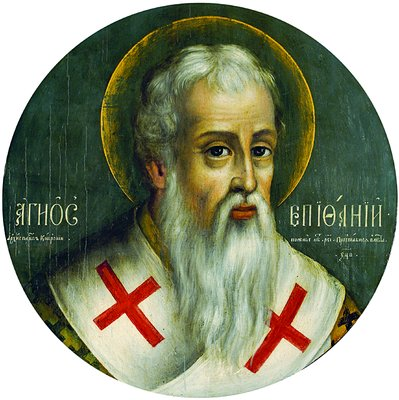
Св. Єпіфаній Кіпрський. Ікона. Поч. XVIII ст. (ДІМ)
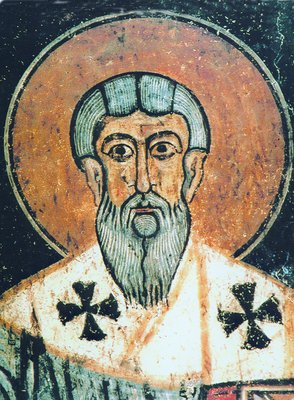
Св. Єпіфаній Кіпрський. Фрагмент розпису апсиди церкви Ескі-Гюмюш, Каппадокія. 2-а або 3-а четв. XI ст.

Пам'ять — 25 травня.

## Творчість
Боротьба з єресями становить зміст творів: «Анкорат»(грец. ανκύρωτος, якір) (376 рік), де розкривається православна наука про Пресвяту Трійцю та багато іншого, «Панаріон» (грец. πανάριον — аптека, ящик з ліками), у якому описуються і спростовуються 20 єресей дохристиянських і 80 християнських (374–377 роки). Крім того, він склав свого роду енциклопедії «Про міри і ваги», «Про дванадцять каменів». Твори Єпіфанія є важливим джерелом дослідження релігійної думки IV ст. і поглядів неортодоксальних письменників, твори яких були знищенні.